# Marius Veyret
Pour les articles homonymes, voir Veyret.
Marius Veyret est un arbitre français de football des années 1940 et 1950, affilié à Lyon. Il officie de 1940 à 1951.

## Carrière
Il officie dans une compétition majeure : 
- Coupe de France de football 1949-1950 (finale)